# 사이타마 고속철도 2000계 전동차
사이타마 고속철도 2000계 전동차(일본어: 埼玉高速鉄道2000系電車)는 2000년부터 운행하고 있는 사이타마 고속 철도의 전동차이다. 현재 운행 중인 노선은 사이타마 고속 철도선을 운행하고 있으며 도쿄 메트로 난보쿠 선, 도큐 메구로 선과 직결 운행한다.

## 형성
| 호차 | 1    | 2    | 3    | 4    | 5    | 6    |
| ---- | ---- | ---- | ---- | ---- | ---- | ---- |
| 명칭 | CT1  | M1-1 | Tc2  | M1-3 | M1-4 | CT2  |
| 번호 | 2100 | 2200 | 2500 | 2600 | 2700 | 2800 |

## 차내 사진

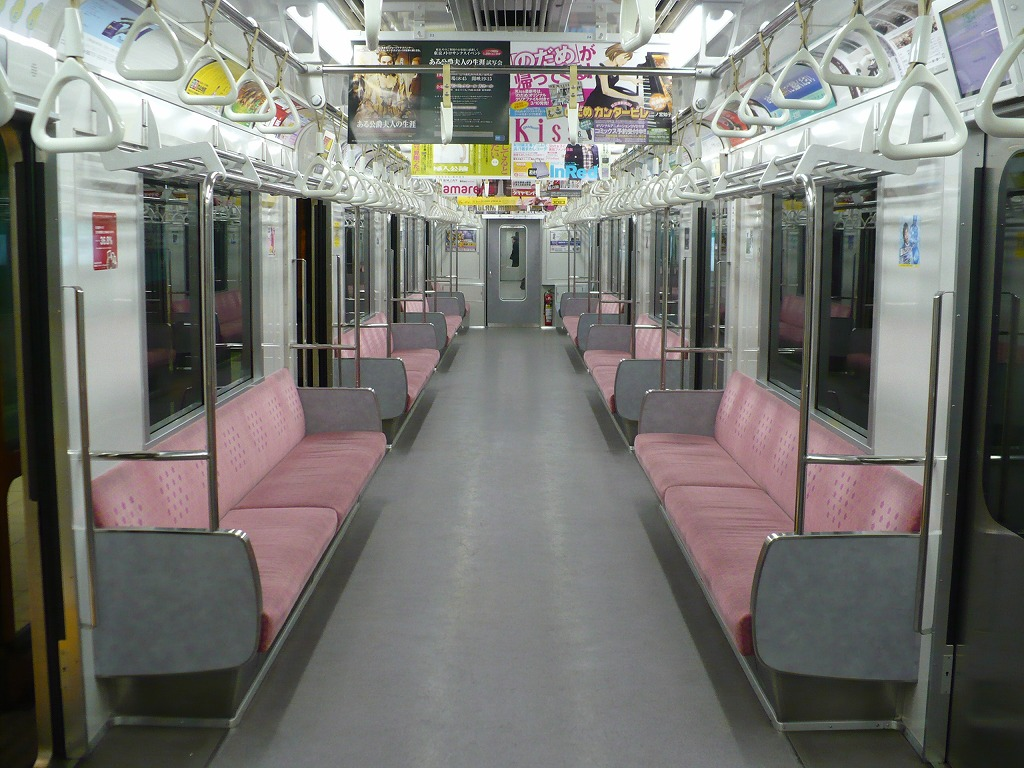
실내의 모습
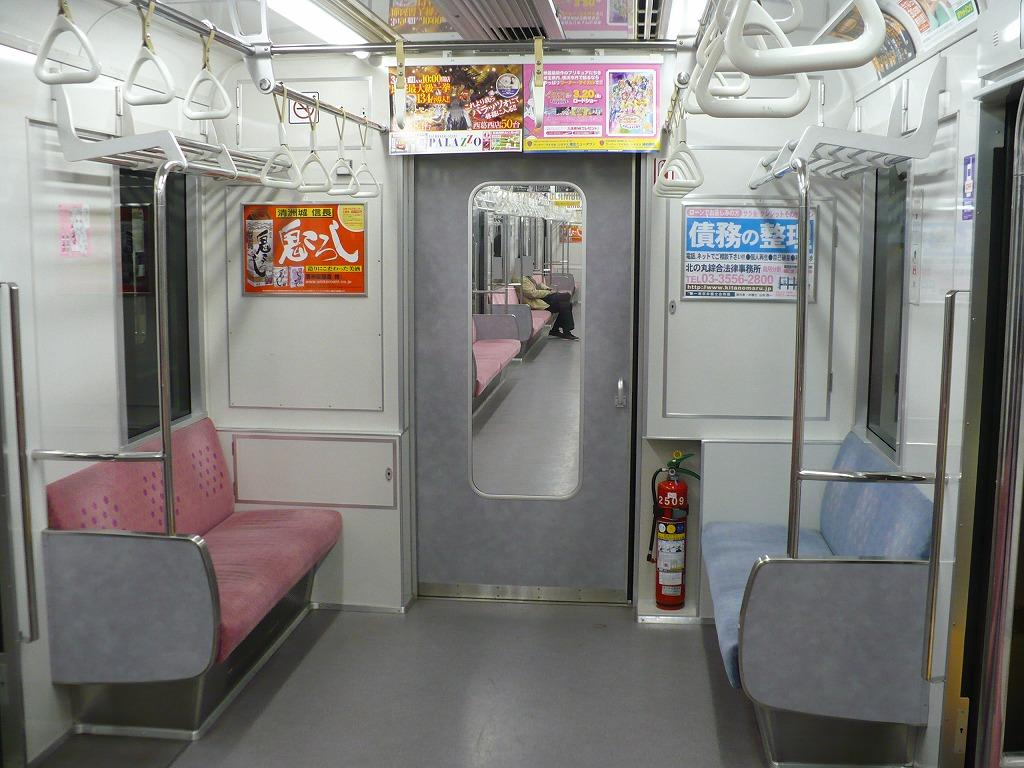
실내의 우선석

## 같이 보기
- 도쿄 지하철 9000계 전동차